# Everybody's Changing
Everybody's Changing is de eerste commerciële single van de Britse band Keane. Er is een versie van het label Fierce Panda en een versie van het label Island Records. Het nummer is gecomponeerd door toetsenist Tim Rice-Oxley in 2001, vlak nadat Dominic Scott de band verliet. De eerste versie werd bij henzelf thuis opgenomen en de tweede versie in de Helioscentric Studios te East Sussex.

## Fierce Panda
Everybody's Changing Part 1 is de eerste commerciële single van Keane, ook de eerste zonder gitarist Dominic Scott. Simon Williams van Fierce Panda zag Keane bij een optreden en was onder de indruk. Hij bood ze een contract aan en er kwam een single uit. Steve Lamacq koos de single voor BBC Radio 1 single van de week op 19 april 2003. Na een week waren er 173 van de 1500 singles verkocht. De versie van Everybody's Changing is anders dan die op Hopes and Fears en Everybody's Changing Part 2.

## Island Records
Everybody's Changing Part 2 is Keane's zesde single en tevens hun tweede single van Hopes and Fears. De single kwam een week voor hun album uit. Er werden 25000 stuks verkocht, waarvan in de eerste week alleen al 21653. Er kwamen verschillende versies uit voor Frankrijk, Nederland en Duitsland.

## Nummers

### Fierce Panda
1. "Everybody's Changing"
2. "Bedshaped"
3. "The Way You Want It"

### Island Records
1. "Everybody's Changing"
2. "To The End Of The Earth" (Alleen cd)
3. "Fly To Me"
4. "Everybody's Changing" (Video)

### Nederland
1. "Everybody's Changing"
2. "Fly To Me"

- Deze versie kwam uit op 23 juli 2004.

### Frankrijk
1. "Everybody's Changing"
2. "Somewhere Only We Know" (live op het Forum, Londen op 10 mei 2004)

- Deze versie kwam uit op 21 maart 2005.

### Verenigd Koninkrijk

#### 3" Pocket cd
1. "Everybody's Changing"
2. "Fly To Me"

- Everybody's Changing Polytone en Truetone
- Fly To Me Polytone en Truetone
- Deze versie kwam uit op 19 juli 2004.

#### 7" Vinyl
1. "Everybody's Changing"
2. "Fly To Me"

- Deze versie kwam uit op 3 mei 2004.

## Hitnotering

### Nederlandse Top 40
| "Everybody's Changing" in de Nederlandse Top 40 - binnen 21-08-2004 | "Everybody's Changing" in de Nederlandse Top 40 - binnen 21-08-2004 | "Everybody's Changing" in de Nederlandse Top 40 - binnen 21-08-2004 | "Everybody's Changing" in de Nederlandse Top 40 - binnen 21-08-2004 | "Everybody's Changing" in de Nederlandse Top 40 - binnen 21-08-2004 | "Everybody's Changing" in de Nederlandse Top 40 - binnen 21-08-2004 | "Everybody's Changing" in de Nederlandse Top 40 - binnen 21-08-2004 | "Everybody's Changing" in de Nederlandse Top 40 - binnen 21-08-2004 | "Everybody's Changing" in de Nederlandse Top 40 - binnen 21-08-2004 | "Everybody's Changing" in de Nederlandse Top 40 - binnen 21-08-2004 | "Everybody's Changing" in de Nederlandse Top 40 - binnen 21-08-2004 | "Everybody's Changing" in de Nederlandse Top 40 - binnen 21-08-2004 | "Everybody's Changing" in de Nederlandse Top 40 - binnen 21-08-2004 |
| Week                                                                | 01                                                                  | 02                                                                  | 03                                                                  | 04                                                                  | 05                                                                  | 06                                                                  | 07                                                                  | 08                                                                  | 09                                                                  | 10                                                                  | 11                                                                  |                                                                     |
| ------------------------------------------------------------------- | ------------------------------------------------------------------- | ------------------------------------------------------------------- | ------------------------------------------------------------------- | ------------------------------------------------------------------- | ------------------------------------------------------------------- | ------------------------------------------------------------------- | ------------------------------------------------------------------- | ------------------------------------------------------------------- | ------------------------------------------------------------------- | ------------------------------------------------------------------- | ------------------------------------------------------------------- | ------------------------------------------------------------------- |
| Nummer                                                              | 29                                                                  | 24                                                                  | 20                                                                  | 18                                                                  | 21                                                                  | 23                                                                  | 24                                                                  | 35                                                                  | 34                                                                  | 34                                                                  | 34                                                                  | uit                                                                 |

### NederlandseSingle Top 100
| Hitnotering: 24-07-2004 t/m 15-01-2005 | Hitnotering: 24-07-2004 t/m 15-01-2005 | Hitnotering: 24-07-2004 t/m 15-01-2005 | Hitnotering: 24-07-2004 t/m 15-01-2005 | Hitnotering: 24-07-2004 t/m 15-01-2005 | Hitnotering: 24-07-2004 t/m 15-01-2005 | Hitnotering: 24-07-2004 t/m 15-01-2005 | Hitnotering: 24-07-2004 t/m 15-01-2005 | Hitnotering: 24-07-2004 t/m 15-01-2005 | Hitnotering: 24-07-2004 t/m 15-01-2005 | Hitnotering: 24-07-2004 t/m 15-01-2005 | Hitnotering: 24-07-2004 t/m 15-01-2005 | Hitnotering: 24-07-2004 t/m 15-01-2005 | Hitnotering: 24-07-2004 t/m 15-01-2005 | Hitnotering: 24-07-2004 t/m 15-01-2005 | Hitnotering: 24-07-2004 t/m 15-01-2005 | Hitnotering: 24-07-2004 t/m 15-01-2005 | Hitnotering: 24-07-2004 t/m 15-01-2005 | Hitnotering: 24-07-2004 t/m 15-01-2005 | Hitnotering: 24-07-2004 t/m 15-01-2005 | Hitnotering: 24-07-2004 t/m 15-01-2005 |
| Week:                                  | 1                                      | 2                                      | 3                                      | 4                                      | 5                                      | 6                                      | 7                                      | 8                                      | 9                                      | 10                                     | 11                                     | 12                                     | 13                                     | 14                                     | 15                                     | 16                                     | 17                                     | 18                                     | 19                                     | 20                                     |
| -------------------------------------- | -------------------------------------- | -------------------------------------- | -------------------------------------- | -------------------------------------- | -------------------------------------- | -------------------------------------- | -------------------------------------- | -------------------------------------- | -------------------------------------- | -------------------------------------- | -------------------------------------- | -------------------------------------- | -------------------------------------- | -------------------------------------- | -------------------------------------- | -------------------------------------- | -------------------------------------- | -------------------------------------- | -------------------------------------- | -------------------------------------- |
| Positie:                               | 78                                     | 58                                     | 47                                     | 49                                     | 27                                     | 20                                     | 26                                     | 22                                     | 23                                     | 23                                     | 30                                     | 37                                     | 48                                     | 56                                     | 58                                     | 55                                     | 64                                     | 64                                     | 68                                     | 70                                     |
| Week:                                  | 21                                     | 22                                     | 23                                     | 24                                     | 25                                     | 26                                     |                                        |                                        |                                        |                                        |                                        |                                        |                                        |                                        |                                        |                                        |                                        |                                        |                                        |                                        |
| Positie:                               | 72                                     | 73                                     | 75                                     | 72                                     | 74                                     | 77                                     | uit                                    |                                        |                                        |                                        |                                        |                                        |                                        |                                        |                                        |                                        |                                        |                                        |                                        |                                        |

### NPO Radio 2 Top 2000
| Nummer met noteringen in de NPO Radio 2 Top 2000 | '06  | '07 | '08  | '09 | '10 | '11 | '12 | '13 | '14  | '15  | '16  | '17  | '18  | '19  | '20  | '21  | '22  | '23  | '24  |
| ------------------------------------------------ | ---- | --- | ---- | --- | --- | --- | --- | --- | ---- | ---- | ---- | ---- | ---- | ---- | ---- | ---- | ---- | ---- | ---- |
| Everybody's Changing                             | 1162 | 555 | 1438 | 750 | 769 | 954 | 901 | 761 | 1019 | 1037 | 1153 | 1107 | 1359 | 1190 | 1087 | 1295 | 1214 | 1157 | 1093 |

1. ↑  Een vetgedrukt getal geeft de hoogste notering aan.
2. ↑  2006 was het eerste jaar met een notering voor dit nummer.